# 神崎漁港 (京都府)
神崎漁港（かんざきぎょこう）は、京都府舞鶴市にある港で漁港漁場整備法（昭和25年5月2日法律第137号）第1章第5条に規定する第1種漁港である。

## 概要
- 所在地 - 京都府舞鶴市東神崎
- 管理者 - 舞鶴市[1][2]
- 漁業協同組合 - 京都府漁業協同組合 舞鶴支所
- 組合員数 -
- 漁港番号 - 3010080

## 沿革
- 1953年（昭和28年）2月12日 - 第1種漁港に指定

## 主な魚種
- ワカメ

## 主な漁業
- 定置漁業
- 採貝藻漁業